# Merihator
Merihator ali Merithator je bil faraon Desete egipčanske dinastije v Prvem vmesnem obdobju Egipta.

## Dokazi
Merihator kot ustanovitelj dinastije je moral začeti vladati okoli leta 2130 pr. n. št. Na Torinskem seznamu kraljev ni omenjen, omenja pa ga Džehutinaht II., nomarh noma Hare, ki je imel sedež v Hermopolisu Magna. Nomarh omenja Merihatorja na grafitu, pisanem s črnim črnilom v kamnolomu alabastra v Hatnubu. Grafit  je do zdaj edini znani dokaz o njegovem obstoju.
Njegovo ime je nekoliko sporno, ker je hieroglif Hator (znak C9 v Gardinerjevem seznamu hieriglifov) delno poškodovan. Nekateri avtorji so zato prepričani, da je njegovo pravo ime Meriibre (Ljubljenec Rajevega srca). Slednje ime je nekako bliže memfiški tradiciji. Nekateri egiptologi podpirajo tudi drugačna branja imena in ga celo združujejo z njegovim naslednikom Neferkarejem VIII. V nekaterih virih se zato pojavlja podatek, da je bil ustanovitelj Desete dinastije faraon Neferkare-Meriibre.